# I bitwa pod St Albans
I bitwa pod St Albans – pierwsze starcie wojny Dwóch Róż, stoczone 22 maja 1455 roku na terenie miasta St Albans, 35 km na północ od Londynu. Ryszard, książę Yorku i jego sojusznik, Ryszard Neville, hrabia Warwick, pokonali Lancasterów dowodzonych przez Edmunda, księcia Somerset, który w tej bitwie poległ. York wziął również do niewoli króla Henryka VI i mianował sam siebie konetablem Anglii.
Armia Lancasterów w liczbie 2000 przybyła do St Albans jako pierwsza i – dla obrony miasta – rozmieściła wojska wzdłuż Tonman Ditch i na zabarykadowanych ulicach Sopwell Lane i Shropshire Lane. Licząca 3000 ludzi armia Yorków zjawiła się wkrótce i rozłożyła się w okolicach Keyfield na wschodzie. Potem nastąpił długi okres negocjacji prowadzonych przy pomocy heroldów wędrujących pomiędzy dowódcami obu zwaśnionych obozów. Po kilku godzinach Ryszard, odrzucając pokojowe rozwiązanie sporu, zdecydował się na atak. Ogromna większość sił króla Henryka została całkowicie zaskoczona szybkością natarcia Ryszarda; większość armii spodziewała się, że – podobnie jak w Blackheath w roku 1452 – panowie dojdą do porozumienia. Jednak, mimo zaskoczenia, stanęli do walki i dwa frontalne ataki na przegrodzonych barykadami wąskich uliczkach miasta przyniosły armii Yorka ciężkie straty.
W tej sytuacji Warwick poprowadził swój rezerwowy oddział przez niebronione części miasta, przez sieć zaułków i ogrodów i zupełnie niespodziewanie znalazł się na głównym placu miasta, gdzie królewscy odpoczywali, dyskutując ostatnie wydarzenia. Zupełnie nie spodziewali się uderzenia; większość nie zdołała nawet włożyć hełmów. Warwick zaatakował bez chwili wahania, rozbijając Lancasterów. W walce zginął książę Somerset.
Następnie hrabia rozkazał swoim łucznikom ostrzał ludzi z otoczenia króla, zabijając kilku z nich, raniąc Henryka i księcia Buckingham. Żołnierze Lancasterów broniący barykad dopiero wtedy zorientowali się, że są otoczeni i w panice uciekli z miasta.
Pierwsza bitwa pod St Albans była – w sensie militarnym – mało znaczącą potyczką, ale w sensie politycznym była wielkim zwycięstwem Yorka: wziął do niewoli króla i odzyskał władzę; jego rywal, Somerset, zginął w bitwie; a wrogowie Warwicka: Henryk Percy, 2. hrabia Northumberland i Thomas Clifford padli zabici w czasie ucieczki.